# Liz Friedlander
Liz Friedlander est une réalisatrice et productrice américaine, née le 27 mars 1950 à Santa Cruz (Californie).
Elle est surtout connue pour avoir réalisé de nombreux clips et épisodes de séries télévisées. Elle a également réalisé des publicités ainsi qu'un long métrage sorti au cinéma : Dance with Me. Elle est aussi productrice de séries et a co-créé la série Conviction.

## Biographie
Liz Friedlander a étudié à l'UCLA, dont elle est diplômée valedictorian. Son court métrage d'études, Eleven-Twenty, lui a valu le prestigieux prix Frank S. Glickman attribué par l'université.

## Filmographie
Sauf indication contraire, les informations mentionnées dans cette section peuvent être confirmées par la base de données cinématographiques IMDb,  présente dans la section « Liens externes ».

### Long métrage
- 2006 : Dance with Me (Take the Lead)

### Séries télévisées
- 2008-2009 : Les Frères Scott (4 épisodes)
- 2009 : Melrose Place : Nouvelle Génération (1 épisode)
- 2009-2011 : 90210 Beverly Hills : Nouvelle Génération (5 épisodes)
- 2010 : Vampire Diaries (3 épisodes)
- 2010 : Pretty Little Liars (1 épisode)
- 2011 : Gossip Girl (1 épisode)
- 2011-2012 : The Secret Circle (4 épisodes) - également superviseuse de la production
- 2013 : Sleepy Hollow (1 épisode)
- 2013-2014 : Following (3 épisodes)
- 2014-2015 : Stalker (6 épisodes) - également productrice exécutive de la série
- 2016 : Conviction (3 épisodes) - également co-créatrice et productrice exécutive de la série
- 2016 : Secrets and Lies (1 épisode)
- 2016 : Heartbeat (1 épisode)
- 2018 : Tell Me a Story (2 épisodes) - également productrice exécutive de la série
- 2018 : Jessica Jones (1 épisode)
- 2018-2020 : The Rookie : Le Flic de Los Angeles (2 épisodes) - également productrice exécutive de la série
- 2019 : American Horror Story (1 épisode)
- 2021 : The Equalizer (2 épisodes)

### Téléfilm
- 2012 : Shelter

### Court métrage
- Eleven-Twenty (court métrage d'études)[1]

### Clips
° Don't tell me - Avril LAVIGNE (2004)
- 1995 : Jealousy de Natalie Merchant
- 1996 : You Learn d'Alanis Morissette
- 1996 : It's Alright, It's OK de Leah Andreone[réf. nécessaire]
- 1999 : The Great Beyond de R.E.M.
- 2000 : I Want You to Need Me de Céline Dion
- 2000 : Adam's Song de Blink-182
- 2001 : Here with Me de Dido
- 2001 : Everywhere de Michelle Branch[1]
- 2001 : Walk On de U2 (version américaine)
- 2002 : One Step Too Far de Faithless
- 2003 : Losing Grip d'Avril Lavigne
- 2004 : Eight Easy Steps d'Alanis Morissette[2]
- 2004 : Don't Tell Me d'Avril Lavigne
- 2006 : When Your Heart Stops Beating' de +44
- 2008 : Come On Over de Jessica Simpson

### Publicités
Elle a réalisé des films publicitaires pour diverses marques et entreprises telles que Weight Watchers, Danone (dont Activia), Target, McDonald's, H&R Block (en), Avon[Lequel ?], Bank One et Verizon.

## Distinctions
- Prix Frank S. Glickman de l'UCLA pour son court métrage Eleven-Twenty[1]
- MTV Video Music Awards 2002 : prix Viewer's Choice pour le clip Everywhere de Michelle Branch[1]
- Music Video Production Association Awards 2003 : nomination pour la meilleure vidéo de R'n'B de l'année pour Pocketbook de MeShell N'Degeocello (featuring Redman & Tweet)[3]